# I. Lupus aquitániai herceg
I. Lupus (neve Lupo, Loup, Lobo, sőt, Otsoa, Otxoa változatokban is ismert, ur. 670-676) az első akvitán–baszk perszonálunió második hercege: Akvitánia 10. és Baszkföld 5. hercege. Lehet, hogy Baszkföldön egészen 710-ig hatalomban maradt. Gyakran összetévesztik II. Lupusszal, a Gascogne-ház és az Odo-ház (Odo aquitániai herceg leszármazottai) ősével.
Félix aquitániai herceg (ur. 660–670) kijelölt utóda volt, de nem várta ki az idejét, hanem Félix  hűbérura, III. Chlothar halála után fölkelt hercege ellen. Megszerezte a Baszk Hercegséget, majd Akvitánia déli területeit. Éppen az északi részek ellen készült, amikor Félix meghalt, és a hercegi cím Lupusra szállt.
673-ban Toulouse és Bordeaux uraként szövetséget kötött azzal a Flavius Paulusszal, aki korábban Wamba nyugati gót király hadvezére volt, de ebben az évben fölkelt királya ellen. Wamba a lázadást erélyesen elfojtotta, és Flaviust Nîmes-ben elfogta, mire Lupus visszavonta Béziers-t ostromló csapatait.
673-ban fontos zsinatot hívott össze Bordeaux-ba; a II. bordeaux-i zsinat 675-ig tartott. 675-ben elfoglalta és lerombolta Limoges városát (feltételezhetjük, hogy a város fellázadt ellene). Szent Martial limoges-i püspök legendája szerint ezután orgyilkos végzett vele. Ezt semmiképpen se vehetjük bizonyosra, mindenesetre a következő évtizedekről — se Lupus sorsáról, se esetlege utódairól — semmi bizonyosat nem tudunk.

## Fordítás
Ez a szócikk részben vagy egészben  a   Lupus I of Aquitaine című angol Wikipédia-szócikk ezen változatának fordításán alapul.  Az eredeti cikk szerkesztőit annak laptörténete sorolja fel. Ez a jelzés csupán a megfogalmazás eredetét és a szerzői jogokat jelzi, nem szolgál a cikkben szereplő információk forrásmegjelöléseként.